# Distretto di Sidi Khaled
Il distretto di Sidi Khaled è un distretto della provincia di Ouled Djellal, in Algeria, con capoluogo Sidi Khaled.